# Xalam
Lo xalam, in lingua Wolof, è uno strumento musicale della famiglia dei cordofoni diffuso nell'Africa occidentale. Le sue origini sono incerte: alcuni dicono che ha origine dove si trova l'attuale Mali; altri dicono che risalga all'antico Egitto; altri ancora affermano che sia l'antenato del banjo americano. È molto usato dai griot.
Lo xalam è un liuto con 1 fino a 5 corde. Il corpo in legno dello strumento è ricoperto con pelle bovina. Oggigiorno le corde sono fatte con fili da pesca in nylon.